# نیسان لئوپارد
نیسان لئوپارد (Nissan Leopard) خودرویی است که در سال‌های ۱۹۸۰.۹ تا ۱۹۸۶.۱تولید شده‌است.
طراحی آن خودروهای موتور جلو-محور عقب بوده طول آن در حالت طبیعی ۴٬۶۳۰ میلیمتر (۱۸۲٫۳ اینچ)، عرض آن در حالت طبیعی ۱٬۶۹۰ میلیمتر (۶۶٫۵ اینچ)، ارتفاع آن در حالت طبیعی ۱٬۳۴۵ میلیمتر (۵۳٫۰ اینچ) و وزن آن در حالت طبیعی ۱٬۳۱۵ کیلوگرم (۲٬۸۹۹ پوند) است. سیستم جعبه‌دندهٔ آن به دو صورت خودکار و دستی است.

## نگارخانه

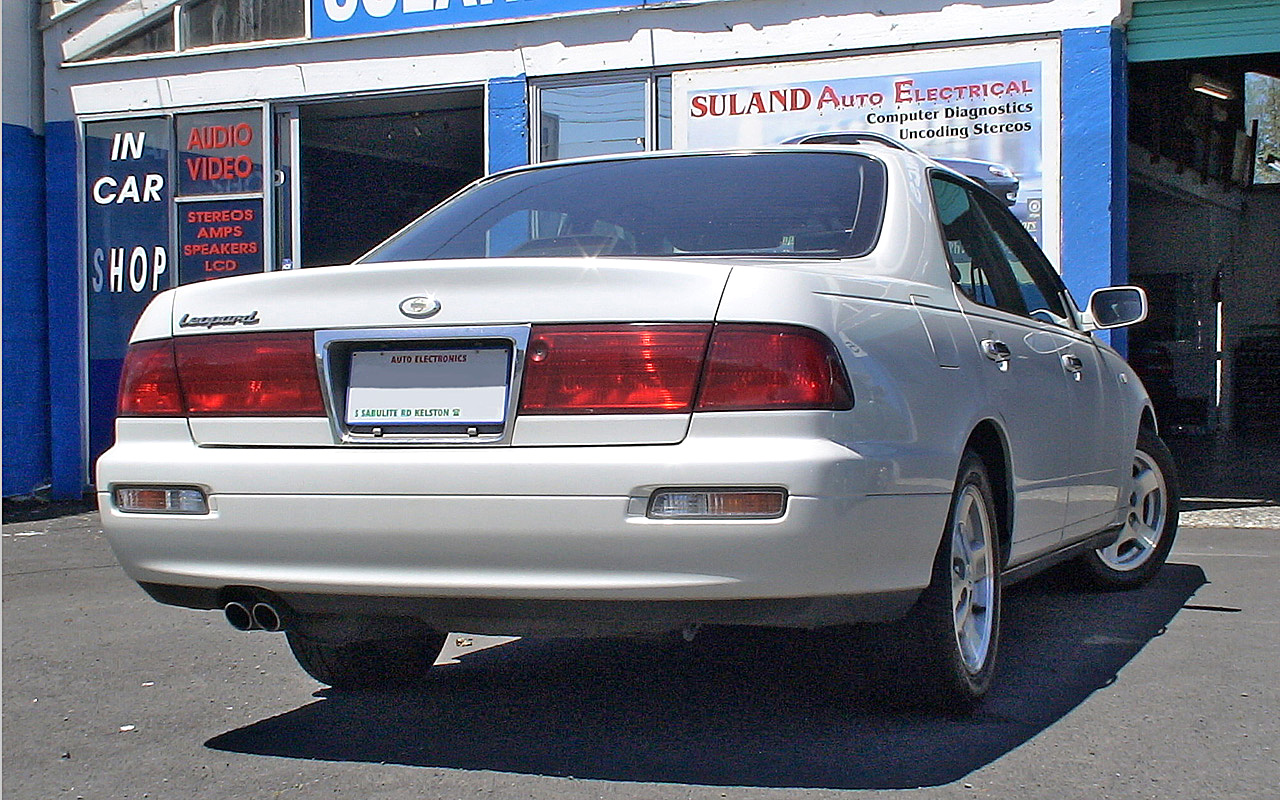